# Earl Watson (1990)
Earl Watson (Fort Pierce, 14 settembre 1990) è un cestista statunitense.